# コール・ザ・マン
「コール・ザ・マン」（英: Call the Man=あの人に電話して）は、セリーヌ・ディオンのアルバム『FALLING INTO YOU』からの5枚目にして最後の市販シングル。1997年6月23日に北米以外で発売された。

## 概要
作詞・作曲はアンディ・ヒルと、ディオンの1995年の大ヒットシングル「シンク・トワイス」も担当したピーター・シンフィールド、プロデュースはディオンの前作シングル「イッツ・オール・カミング・バック・トゥ・ミー・ナウ」から同様ジム・スタインマンである。
ミュージックビデオはGreg Masuakの監督により1995年に制作された。
シングルはディオンのライブツアー『FALLING INTO YOUツアー』のヨーロッパ公演中に発売され、ランキングチャートにおいてはアイルランドで8位、イギリスで11位を記録した。
1997年4月17日、セリーヌ・ディオンはワールド・ミュージック・アワードの式典で30人のゴスペルコーラス隊とともにこの「コール・ザ・マン」を歌唱した。そのワールド・ミュージック・アワードでディオンは3つの賞（Best-selling Canadian Female Singer、Best-selling Artist、Best-selling Pop Artist）を受賞し、その後アルバムは1996年の年間売上が2500万枚を超える大ヒットとなった。ディオンのアルバムが世界中で売り上げ2000万枚を超えたのは2年連続である。
またこの曲は、2008年に発売されたベスト盤『マイ・ラヴ:アルティメット・エッセンシャル・コレクション』のヨーロッパ版に収録された。

## 収録曲
ヨーロッパ版CDシングル
1. 「コール・ザ・マン」（ラジオ・エディット） – 4:22
2. 「メドレー・スターマニア（英語版）」（ライヴ） – 6:33

ヨーロッパ／イギリス／南アフリカ版CDマキシシングル
1. 「コール・ザ・マン」（ラジオ・エディット） – 4:22
2. 「メドレー・スターマニア」（ライヴ） – 6:33
3. 「イフ・ウィ・グッド・スタート・オーヴァー」 – 4:22
4. 「レフューズ・トゥ・ダンス」 – 4:21

ヨーロッパ／イギリス版CDマキシシングル#2
1. 「コール・ザ・マン」（アルバム・バージョン） – 6:08
2. 「リトル・ビット・オブ・ラヴ」 – 4:27
3. 「ディド・ユー・キヴ・イナフ・ラヴ（英語版）」 – 4:20
4. 「ビコーズ・ユー・ラヴド・ミー」（ライヴ） – 5:08

イギリス版カセットマキシシングル
1. 「コール・ザ・マン」（ラジオ・エディット） – 4:22
2. 「メドレー・スターマニア」（ライヴ） – 6:33
3. 「ビコーズ・ユー・ラヴド・ミー」（ライヴ） – 5:08

## 公式編曲版
1. 「コール・ザ・マン」（ラジオ・エディット） – 4:22
2. 「コール・ザ・マン」（アルバム・バージョン） – 6:08

## チャート
| チャート（1997年）                            | 最高位 |
| --------------------------------------------- | ------ |
| ベルギー フランデレン地域圏・シングルチャート | 45     |
| ベルギー ワロン地域圏・シングルチャート       | 26     |
| オランダ・シングルチャート                    | 69     |
| 全欧シングルチャート                          | 68     |
| アイルランド・シングルチャート                | 8      |
| 全英シングルチャート                          | 11     |